# Novakovići (Banja Luka, BiH)
Novakovići su naseljeno mjesto u sastavu Grada Banje Luke, Republika Srpska, BiH.
Geografski položaj
Smješteni su na lijevoj obali Vrbasa, u sjeverno-zapadnom dijelu gradskog područja Banja Luka. Novakovići su smješteni uz samu prometnicu Banja Luka - Prijedor.
Povijest
Do 1967. godine Novakovići predstavljaju selo a od tada se uključuju u urbani prostor Banje Luke. Kao selo, Novakovići se pojavljuju sredinom 18. stoljeća. Godine 1744. prostori ovog sela vode se kao dio Šargovca. 
Novakovići su 1768. godine imali svega pet obiteljskih kuća. U nastanku i tijekom prošlosti, pa sve do zemljotresa 1969. godine, Novakovići su bili selo na rubu grada Banja Luke. 
Od obitelji, koje u posljednje vrijeme obitavaju u Novakovićima, najstarija je obitelj Marušić, koji su došli negdje na prijelazu iz 18. u 19. stoljeće. Potom je došla obitelj Laštro, da bi se tijekom Bosanskohercegovačkog
ustanka 1875 - 1878. godine u selu pojavile obitelji Komarica.
Stanovništvo
| Novakovići | Broj stanovnika |
| ---------- | --------------- |
| 1768.      | 51              |
| 1856.      | 9               |
| 1858.      | 25              |
| 1864.      | 31              |
| 1877.      | 59              |
| 1885.      | 56              |
| 1892.      | 76              |
| 1935.      | 136             |
| 1960.      | 223             |

Poznate osobe
- Msgr. Franjo Komarica, banjolučki je biskup

Izvor
- Knjiga: "Diljem zavičaja", autora fra Jurica Šalić